# 三重県道530号田丸停車場斎明線
三重県道530号田丸停車場斎明線（みえけんどう530ごう たまるていしゃじょうさいめいせん）は、三重県度会郡玉城町から多気郡明和町に至る一般県道である。

## 概要
度会郡玉城町佐田から多気郡明和町大字斎宮に至る。三重県道65号度会玉城線との交点以北は「サニーロード」と呼ばれる。
路線名の「斎明」は1955年（昭和30年）から1958年（昭和33年）まで存在した「斎明村」（斎宮村と明星村の合併で誕生、現明和町）に由来する。

### 路線データ
- 起点：三重県度会郡玉城町佐田（字屋敷86番地先[2]：JR東海参宮線 田丸駅）
- 終点：三重県多気郡明和町大字斎宮（字牛葉579番地先[2]：竹神社前交差点、三重県道428号伊勢小俣松阪線交点、三重県道777号松阪伊勢自転車道線上）
- 総延長：6,701 m

## 歴史
- 1959年（昭和34年）1月25日 - 路線認定[1]。

## 路線状況

### 別名
- サニーロード（度会郡玉城町、多気郡明和町）

### 重複区間
- 三重県道13号伊勢多気線（度会郡玉城町勝田・勝田交差点 - 度会郡玉城町勝田・勝田西交差点）
- 三重県道777号松阪伊勢自転車道線（度会郡玉城町下田辺（しもたぬい） - 多気郡明和町大字斎宮・竹神社前交差点（終点））

### 道路施設

#### 橋梁
- 田丸大橋（外城田川、度会郡玉城町）
- 田丸橋（外城田川、度会郡玉城町）

### 交通量
2005年度（平成17年度）平日12時間交通量
| 地点             | 交通量  |
| ---------------- | ------- |
| 度会郡玉城町坂本 | 7,701台 |

## 地理

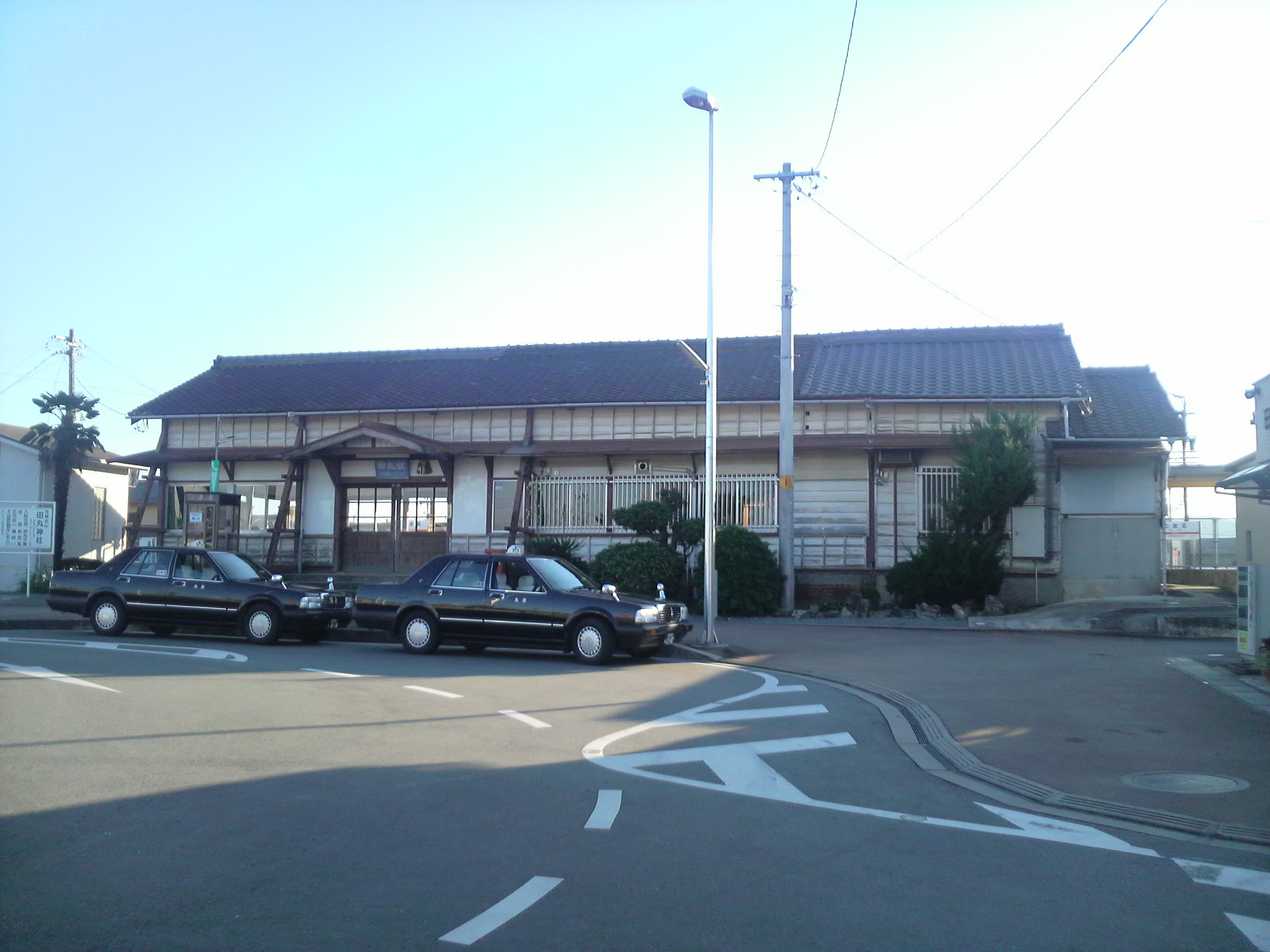
起点のJR東海参宮線 田丸駅

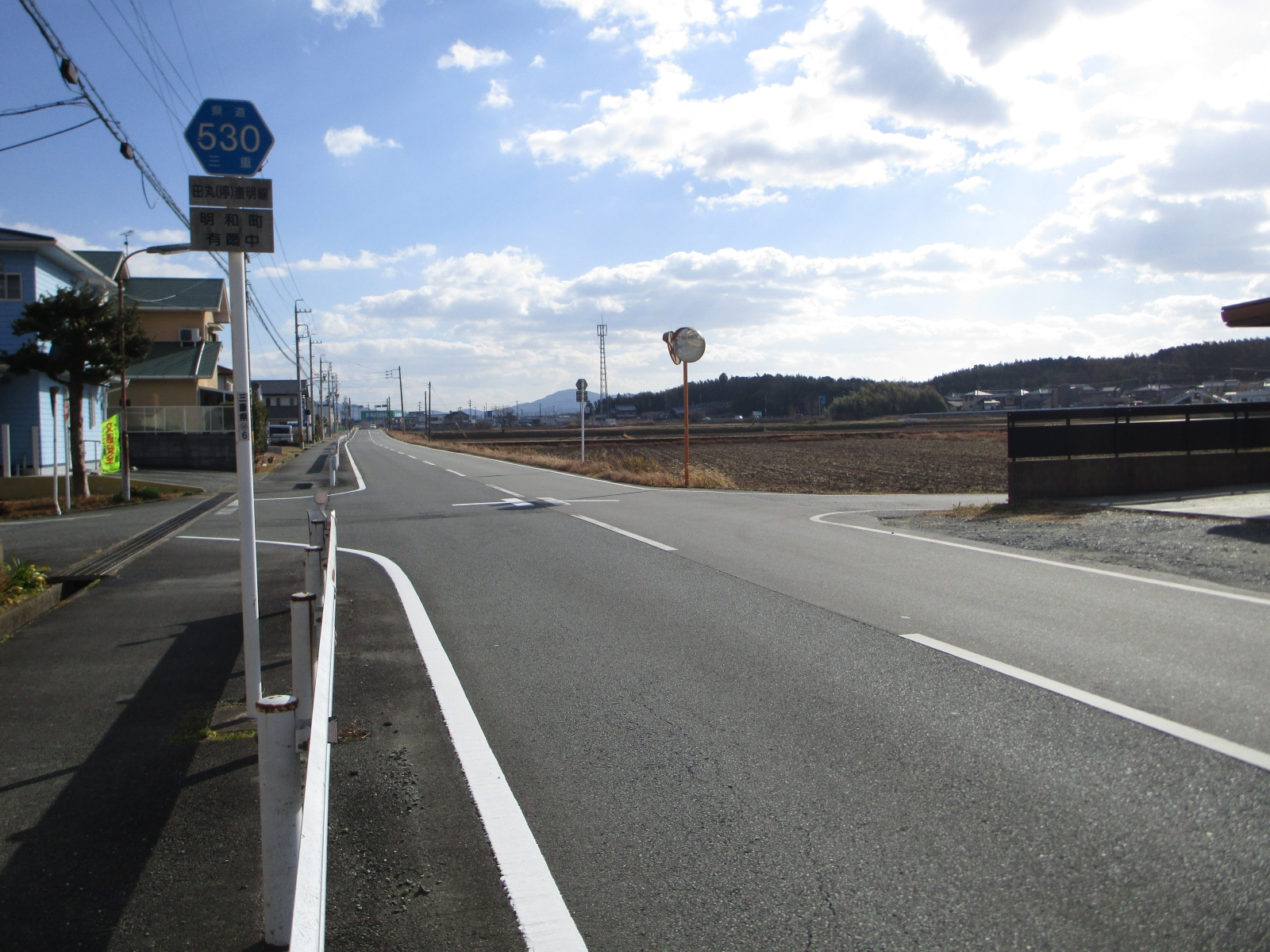
多気郡明和町有爾中より

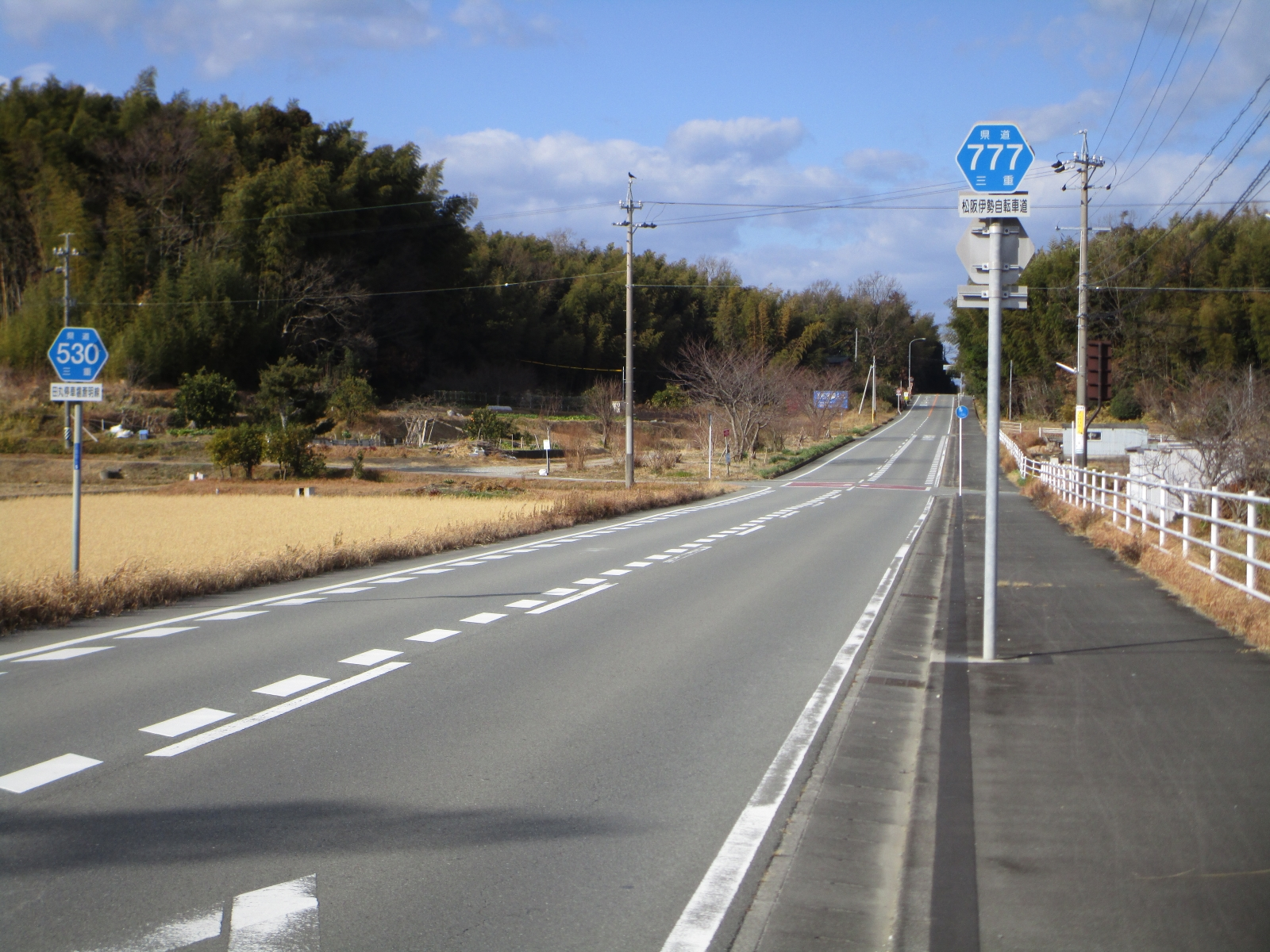
三重県道777号松阪伊勢自転車道線との重複区間

JR東海参宮線 田丸駅から短区間を北上・西進・南下して田丸集落を通過する。三重県道13号伊勢多気線と重複し、三重県道65号度会玉城線との交点で北方向に曲がる。以降は終点まで水田の中を進む。

### 通過する自治体
- 三重県
  - 度会郡玉城町 - 多気郡明和町

### 交差する道路
| 交差する道路                                                              | 市町村名 | 市町村名 | 交差する場所           | 交差する場所          |
| ------------------------------------------------------------------------- | -------- | -------- | ---------------------- | --------------------- |
| 三重県道717号岩出田丸線                                                   | 度会郡   | 玉城町   | 田丸                   |                       |
| 三重県道13号伊勢多気線 重複区間起点                                       | 度会郡   | 玉城町   | 勝田                   | 勝田交差点            |
| 三重県道13号伊勢多気線 重複区間終点 三重県道65号度会玉城線 / サニーロード | 度会郡   | 玉城町   | 勝田                   | 勝田西交差点          |
| 三重県道777号松阪伊勢自転車道線 重複区間起点                              | 度会郡   | 玉城町   | 下田辺（しもたぬい）   |                       |
| 三重県道716号玉川小俣線                                                   | 度会郡   | 玉城町   | 玉川                   | 玉川交差点            |
| 三重県道37号鳥羽松阪線                                                    | 多気郡   | 明和町   | 大字有爾中（うになか） | 有爾中交差点          |
| 三重県道428号伊勢小俣松阪線 三重県道777号松阪伊勢自転車道線 重複区間終点  | 多気郡   | 明和町   | 大字斎宮               | 竹神社前交差点 / 終点 |

### 交差する鉄道
- 参宮線

### 沿線
- JR東海参宮線 田丸駅
- 城山公園
  - 田丸城
  - 玉城町役場
  - 村山龍平記念館
- 牛尾崎池
- 有爾中池
- 伊勢カントリークラブ
- 明和町立修正小学校 - 2023年（令和5年）3月31日閉校[5]
- ジェムファクトリー
- 竹神社